# Wiera Wołoszyna
Wiera Daniłowna Wołoszyna (ros. Вера Даниловна Волошина, ur. 30 września 1919 w Kemerowie, zm. 29 listopada 1941 w rejonie narofomińskim w obwodzie moskiewskim) – radziecka żołnierka, partyzantka specjalnego oddziału dywersyjnego działającego na tyłach Frontu Zachodniego w 1941, pośmiertnie uhonorowana tytułem Bohatera Federacji Rosyjskiej (1994).

## Życiorys
Urodziła się w rodzinie górnika. Po ukończeniu szkoły w Kemerowie studiowała w Instytucie Kultury Fizycznej i Sportu w Moskwie, jednak z powodu stanu zdrowia w 1938 była zmuszona przenieść się do Moskiewskiego Instytutu Radzieckiego Handlu Spółdzielczego Centrosojuzu ZSRR. Należała do Komsomołu.
Po ataku Niemiec na ZSRR wraz z innymi mieszkańcami Moskwy kopała okopy i fosy wokół miasta. W październiku 1941 wstąpiła do Armii Czerwonej, została włączona w skład oddziału zwiadowczego sztabu Frontu Zachodniego mającego wykonywać zadania na tyłach wroga i 21 listopada jako członkini grupy Borisa Krajnowa udała się w rejon Naro-Fominska. W nocy na 29 listopada 1941 grupa została zaatakowana przez Niemców, a Wołoszyna odniosła ciężką ranę i dostała się do niewoli. Była okrutnie przesłuchiwana, po czym została powieszona przez Niemców.

## Upamiętnienie
Pośmiertnie odznaczono ją Orderem Wojny Ojczyźnianej I klasy, a po rozpadzie ZSRR, decyzją prezydenta Rosji Borysa Jelcyna z 6 maja 1994 otrzymała tytuł Bohatera Federacji Rosyjskiej. Jej imieniem nazwano szkołę średnią w Kemerowie i ulicę w Mytiszczi.